# Leopold I. (Habsburg)

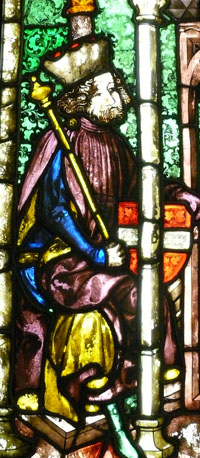
Leopold I. von Österreich

Leopold I. (* 4. August 1290 in Wien, Herzogtum Österreich; † 28. Februar 1326 in Straßburg) war Herzog von Österreich und der Steiermark.

## Leben
Leopold I. wurde als dritter Sohn von König Albrecht I. († 1308) und Elisabeth von Kärnten geboren. Nach dem Tod seiner Eltern wurde er das Oberhaupt der Familie der Habsburger. Ihm oblag die Verwaltung der österreichischen Vorlande und er unterstützte seinen Bruder Friedrich den Schönen bei der Wahl zum deutschen König gegen Ludwig von Bayern. Im Kampf gegen die Schweizer Eidgenossen unterlag Leopold bei Morgarten am 15. November 1315. Nach der Niederlage bei Mühldorf 1322, die als Schlacht bei Ampfing bekannt ist, setzte sich Leopold intensiv für die Freilassung seines gefangenen Bruders ein und schickte ihm sogar die Reichskleinodien.

## Ehe und Nachkommen

### Ehe

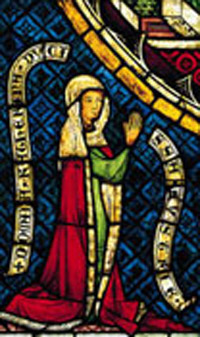
Catherine of Savoy (1284–1336)

Herzog Leopold heiratete am 26. Mai 1315 in Basel Katharina von Savoyen (* zw. 1297 und ~ 1305, † 30. September 1336), der Tochter des Grafen Amadeus V. von Savoyen aus dem Haus Savoyen.
Die Bedeutung dieser Verbindung wird durch die Ehen ihrer Schwestern unterstrichen:
Anna von Savoyen (* 1306, † 1368 in Konstantinopel) war seit Oktober 1326  mit Kaiser Andronikos III. Palaiologos (1296–1341)  verheiratet und war dadurch von 1328 bis 1341 Kaiserin von Byzanz und anschließend bis 1347 Regentin für ihren minderjährigen Sohn, Kaiser  Johannes V. Palaiologos (1332–1391)
Ihre jüngste Schwester Beatrice von Savoyen (1310–1331) heiratete am 8. Juni 1328 Heinrich von Kärnten, Herzog von Kärnten und Krain sowie Graf von Tirol, der von 1307 bis 1310 König von Böhmen sowie Titularkönig von Polen war.

### Kinder
- Katharina (* 28. Februar 1320; † 28. September/Oktober 1349 an der Pest)[3]
  1. ⚭ Enguerrand VI. de Coucy; ihr Sohn war Enguerrand VII. de Coucy (Haus Gent)
  2. ⚭ Graf Konrad von Hardegg aus dem Haus Querfurt
- Agnes (* um 1322; † 1392)
⚭ Herzog Bolko (Boleslaus) II. von Schweidnitz (Schlesien), aus dem Haus der Piasten

## Bestattung

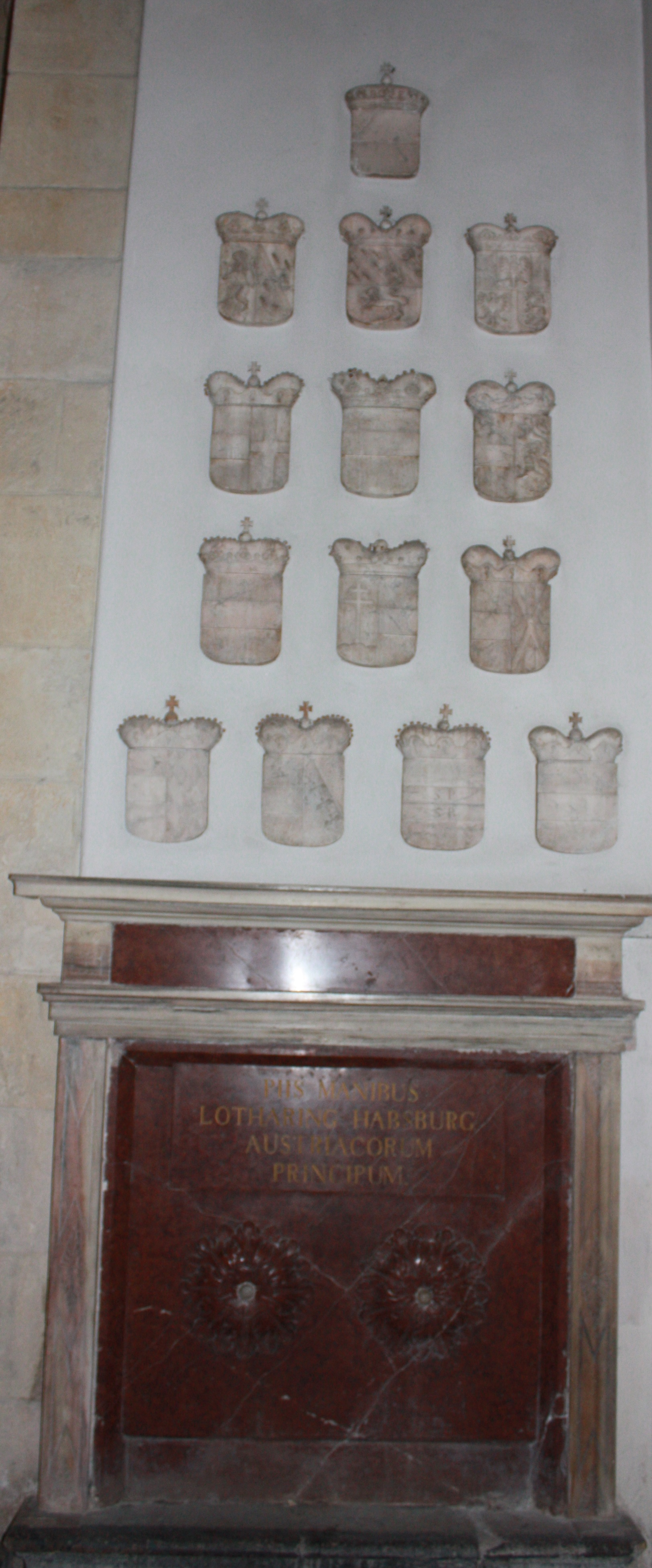
Epitaph mit den Wappen der Habsburger in der Stiftskirche St. Paul im Lavanttal

Er war in der Kirche des Klosters Königsfelden bestattet. Durch die Feierliche Übersetzung der kaiserlich-königlichen-auch-herzoglich-österreichischen höchsten Leichen kam er mit den anderen zunächst in den Dom St. Blasien und nach der Aufhebung des Klosters St. Blasien in die Stiftskirchengruft des Klosters Sankt Paul im Lavanttal in Kärnten.

## Rezeption
Durch die kaiserliche Entschließung von Franz Joseph I. vom 28. Februar 1863 wurde Leopold I. in die Liste der „berühmtesten, zur immerwährenden Nacheiferung würdiger Kriegsfürsten und Feldherren Österreichs“ aufgenommen, zu deren Ehren und Andenken auch eine lebensgroße Statue in der Feldherrenhalle des damals neu errichteten k.k. Hofwaffenmuseums (heute: Heeresgeschichtliches Museum Wien) errichtet wurde. Die Statue wurde 1870 vom Bildhauer Josef Gasser aus Carrara-Marmor geschaffen, gewidmet wurde sie von Kaiser Franz Joseph selbst.